# ヨルダン川西岸地区
ヨルダン川西岸地区（ヨルダンがわせいがんちく、アラビア語: الضفة الغربية aḍ-Ḍiffah l-Ġarbiyyah、ヘブライ語: הגדה המערבית HaGadah HaMa'aravit）、あるいは単に西岸地区は、パレスチナ国（パレスチナ自治区）の行政区画である。ヨルダン川の西側、ヨルダンとイスラエルの間に存在し、パレスチナ領域の一部を占めている。
なお、東エルサレムは歴史的にはヨルダン川西岸地区の一部として扱われてきたが、政治的・文化的・人道的な重要性から、ヨルダン川西岸地区とは別個に取り扱われることが多い。
地区の面積は5,660km2だが、統治者によって3つの区分に分けられる（詳細後述）。総人口は約380万人（2020年時点）であり、内訳はパレスチナ人が約309万人（81.2%）、ユダヤ人入植者が約71万人（18.8%）となっている。

## 概説
1948年の第一次中東戦争後半に、ヨルダンによって占領され、部分的なパレスチナ人の賛同とヨルダン議会の決議により、ヨルダン領に編入された。同地区は1967年までヨルダンの一部を構成していたが（国際的には認められていなかった）、1967年の第三次中東戦争でイスラエル軍によって占領される。ヨルダンは1974年に統治権を放棄した。現在、同地区はイスラエル軍とパレスチナ政府によって統治されている。
イスラエルは、自国の行政区画として、ヨルダン川西岸地区全域を「ユダヤ・サマリア」と称している。イスラエル政府や国民はもとより、親イスラエル派、とくにユダヤ人の入植とヨルダン川西岸の併合（ひいては本項の地域も含めた古代ユダヤ人国家の再統一。あるいは、端的にイスラエルの領有権）支持を意味する用語として使われている。さらに、現状でイスラエル国内法に残る（ヨルダン川）西岸表記、あるいは敢えて地区名を明記せず「地域」と称している呼称を、全て「ユダヤ・サマリア」に置き換える法案がクネセトで審議中である。また、アメリカ議会でもこれに呼応する形で、「ユダヤ・サマリア」の呼称とイスラエルの主権を法制化し、（ヨルダン川）西岸と呼ぶことを禁じる法案が上下両院に提出された。
フランス語などのロマンス諸語では、いわゆるトランスヨルダン（ヨルダン川の向こう側、すなわち現在のヨルダン）と対比してシスヨルダン（ヨルダン川のこちら側）と呼ばれる。

また、「ヨルダン川西岸地区」の呼称はヨルダンの主権を暗示するという考えから、ヨルダンの主権もイスラエルの主権も認めない前提として「東パレスチナ」と呼ばれることもある。
ヨルダン川西岸地区は、国際連合からイスラエル占領地として考えられるが、一部のイスラエル人や他の様々なグループは「占領地」よりも「係争」という用語を好んで使用する。また、占領当時のメイル・シャムガール司法長官は、「占領地」では無く「管理地」と主張した。
その理由は様々だが、主なものとして、イギリス委任統治領パレスチナの消滅後、無主地となった領域に対し、アラブ諸国に対する自衛権行使の結果として「管理地」としているとする主張（三浦勉によると、無主地の先占を根拠とはしていない）。ひいては、占領地での被占領民保護を義務づけた、1949年のジュネーヴ第4条約の適用を否定する目的が挙げられる（イスラエル国防軍軍律#法的根拠も参照）。ジュネーヴ第4条約を適用することは、ヨルダンの主権を認めることになるという主張である。1967年10月22日、イスラエル国防軍（IDF）はこの主張を根拠として、西岸地区、ガザ地区、ゴラン高原の住民に対して、命令（軍律）144で、占領直後に行ったジュネーヴ第4条約に従う布告を他の条文に置き換える布告を行い、事実上ジュネーヴ第4条約の適用を拒否した。現在でも、ヨルダン川西岸地区のIDF占領地では、この命令が有効である。
イスラエルは占領とそれに基づくパレスチナ人住居の破壊・追放、ユダヤ人入植地の建設。特に東エルサレムの一方的な併合がハーグ陸戦条約およびジュネーヴ第4条約に抵触していることを把握しており、1968年5月20日付のイツハク・ラビン駐米大使への極秘電報で、外交においてジュネーヴ第4条約への議論を避けること、占領者であると認めないことを指示している。
ヨルダン川西岸地区にはパレスチナ人やユダヤ人（入植者）および遊牧民であるベドウィンが居住している。同地区に暮らす大多数のパレスチナ人は、第一次中東戦争でイスラエルから避難したパレスチナ難民あるいはその直接の子孫である。一方、ユダヤ人入植者やイスラエルの右派は、彼らはパレスチナ難民などではなく、ヨルダンが西岸を統治していた時代に移住してきたヨルダン人だと主張している。

## 統治者による区分

赤 - パレスチナ政府管轄（A地区およびB地区）
黄色 - イスラエル政府の統治下（本土およびC地区）

2024年現在、ヨルダン川西岸地区は統治者によって、3分されている。
1. A地区…パレスチナ政府が行政権、警察権共に実権を握る地区。2000年時点で面積の17.2%[12][13]
2. B地区…パレスチナ政府が行政権、イスラエル軍が警察権の実権を握る地区（警察権は、パレスチナ政府と共同の地区も含む）。2000年時点で面積の23.8%。
3. C地区…イスラエル軍が行政権、軍事権共に実権を握る地区。2000年時点で面積の59%。2018年現在で面積の「60%以上」[14]

現在でもヨルダン川西岸地区の主な統治者はイスラエルであり、パレスチナ人住民はイスラエル国防軍軍律によって統制されている（ユダヤ人入植者は、別途施行される法令により、地権を除くイスラエル国内法が適用され、軍律が適用される場合でも、イスラエル国内法が優越するようになっている）。また、C地区はA地区、B地区を包囲し、さらに細かく分断するように配置されている。
さらに、C地区でのパレスチナ人の日常生活は大幅に制限されており、家屋・学校などの建築、井戸掘り、道路敷設など全てイスラエル軍の許可が必要となる。特に住居建設の許可が下りる事はほとんどなく、イスラエル軍は違法建設の住居を撤去し、罰金を課する。国連によると、2010年だけで少なくとも198の建造物が撤去され、300人近くのパレスチナ人が強制移動を強いられた。
2018年5月9日、イスラエル国防軍は「ユダヤ・サマリア」に命令1797を布告した。これは、イスラエル軍が「違法」となった新築建造物（未完成または竣工6ヶ月以内または居住30日以内の建造物）を、司法手続きを省略して、96時間以内に異議申立が無ければ撤去できる内容である。
OCHA（国際連合人道問題調整事務所）によると、イスラエル軍によるパレスチナ人所有の建造物の撤去は、2017年は月平均35件、2018年は月平均38件であったが、2019年は52件と増加した。2020年は、新型コロナウイルス感染症流行初期の1-2月は、月平均45件に減少したが、3-8月は月平均65件と、2017年からの4年間で最も多くなった。OCHAは、命令1797によって建造物の迅速な撤去が可能になり、所有者が異議申立の手続きを取れなくなっていることを懸念している。
2024年6月27日、B地区に位置するユダヤ砂漠の「自然保護区」でも、ネタニヤフ内閣により、一方的にパレスチナの行政権を剥奪する宣言が行われた。スペインなど相次ぐパレスチナ国承認や、国際司法裁判所・国際刑事裁判所への提訴をパレスチナ国政府が支持したことに対する「制裁」の一環として行われたもので、暫定拡大自治合意に違反したB地区の「C地区化」が行われた。
12月2日、イスラエルの人権団体「ピース・ナウ」によると、2024年中に52の「前哨地（イスラエル国内法でも非合法の入植地）」が建設され、45前哨地がC地区、7前哨地がB地区（うち、6月にパレスチナの行政権剥奪を宣言した「自然保護区」内に5前哨地）に位置すると指摘した。従来は、B地区での前哨地は軍政側が解体していたが、2024年の建設は、すぐに再建された1箇所を除きイスラエル軍は黙認しているという。また、C地区での前哨地はほとんど規制されなくなったという。

### イスラエル

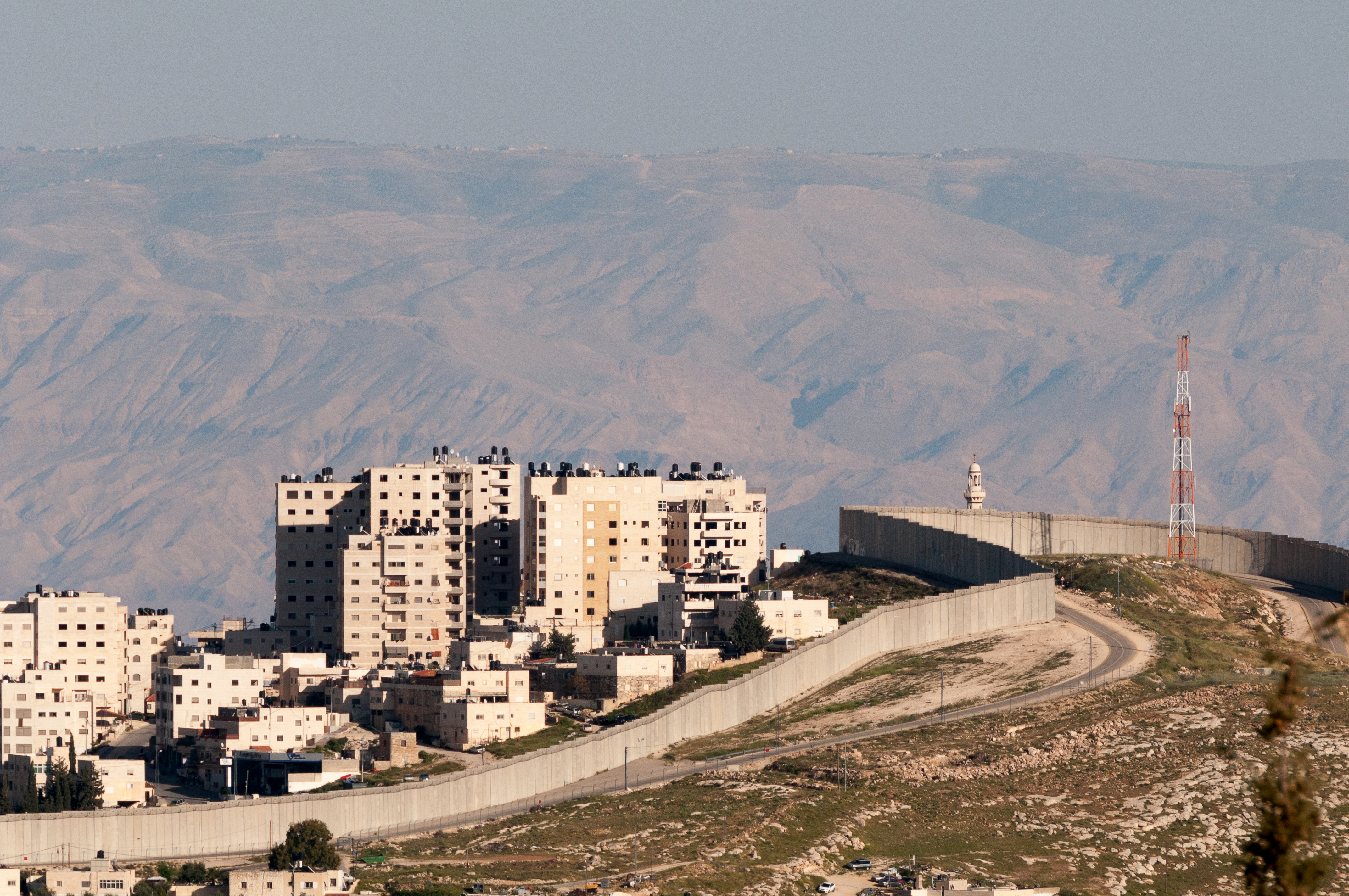
イスラエルの「分離壁」（エルサレム、2016年）

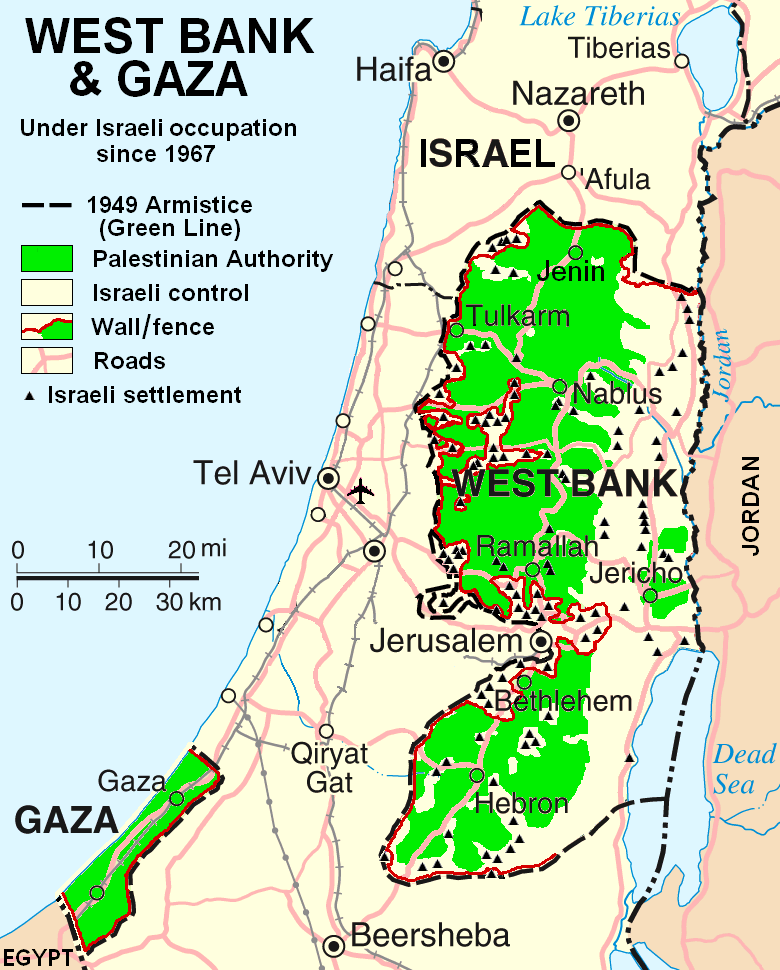
ヨルダン川西岸地区のユダヤ人入植地（黒三角、2007年）

イスラエルの行政上の区画はユダヤ・サマリア地区である。前述したように、ヨルダン川西岸地区の6割（2000年時点）はイスラエルの統治下にある。また、他のパレスチナ政府管轄下（AおよびB地区）についてもイスラエルは網の目のように包囲しており、与える影響は大きい。
C地区とは別にユダヤ人入植地と呼ばれるものが存在する。これは、マアレ・アドゥンミームを始めとするユダヤ人による入植地（イスラエル（国籍の）人の移住地）であり、そのほとんどはC地区に点在している（2014年の地図 (PDF)）。入植地は政府主導の大規模なものもあれば、入植者が勝手に作った「アウトポスト」もある（イスラエル政府は一部例外を除いて事実上容認）。入植者には2020年時点で71万人ほどのユダヤ人が住んでいるとされる。そして、その入植地およびヨルダン川西岸地区を取り囲むように建設されたのが「分離壁」である。イスラエル政府の名目上の説明は「自爆テロの防止」であるが、分離壁の一部はグリーンライン（1949年停戦ライン）を超えて西岸地区内に入り込んでおり、入植地の事実上の領土化やパレスチナ人の生活を分断している。イスラエルは、のべ710キロの分離壁の建設を進めており、2020年6月現在、約64%が完成した。
イスラエル外務省は、ユダヤ人入植地が合法であるとする主張の根拠を、以下のように挙げている。
- 国際連盟のパレスチナ委任統治決議で、ユダヤ人の数千年に及ぶ古代の故郷に国家樹立する権利が認められている。
- 1993年以降のパレスチナ自治政府との交渉では、入植地について何ら取り決めをしていない。恒久的地位協定の締結までの間は、パレスチナ自治政府が入植地やイスラエル人に対する管轄権や支配権を持たないことに明示的に合意した。
- よって、入植地の建設は、この地域全体の最終的な恒久的地位に影響を与えない。この禁止が建築に適用されるとすれば、どちらの側もそれぞれの地域社会のニーズに合わせて住宅を建てることは許されていないという不合理な解釈につながるだろう。
- イスラエルの入植地建設は、国際法に合致したものである。1949年のジュネーヴ第4条約違反という指摘は当たらない。なぜなら、ジュネーヴ条約は先祖代々の地や不当に奪われた土地への帰還を妨げるものではないからだ。西岸（ユダヤ・サマリア）は、古代よりユダヤ人の居住地だった。ユダヤ人の入植を禁じたのは、ヨルダン占領下の時代（1948年 - 1967年）だけだった。ヨルダンによる占領は、国際的に認められておらず、ヨルダンおよびガザ地区のエジプトはユダヤ人の排除と、ユダヤ人への土地売却を禁止する暴挙を働いた。この暴挙によってユダヤ人の権利を無効にすることは許されず、ユダヤ人による既に行われた土地取得は、今日まで有効である。
- イスラエル入植地はアラブ人を追放することを目的とした物ではなく、実際に行ってもいない。また、入植地はヨルダン川西岸の3%程度の面積である。
- パレスチナ人がすべての入植地の解体を要求するのは、ユダヤ人を追放しようとする一種の民族浄化である。対照的に、イスラエルではユダヤ人とアラブ人が共存している。
- 入植地が存在するのは係争地であり、イスラエルは他国の領土を占領していない。占領地ではない以上、国際法違反には当たらない。
- 入植地を事実上違法であり、あるいは「植民地」と主張することは、この問題の複雑さ、土地の歴史、そしてこの事件の独特の法的状況を無視している。

イスラエルによるヨルダン川西岸地区の強硬的な実効支配については国際的な非難が行われており、2016年12月23日の国連安保理では、イスラエルのパレスチナ占領地への入植活動を「法的な正当性がなく国際法に違反する」とし「東エルサレムを含む占領地でのすべての入植活動を迅速かつ完全に中止するよう求める」決議が採択され、賛成14票（アメリカのみ棄権）で可決されている。イスラエルの友好国であるアメリカは同様の決議に対ししばしば拒否権を行使していたが、今回は棄権するという異例の事態となった。実質的にイスラエルとの境界線となっている分離壁には2004年に国際司法裁判所が「イスラエル政府の分離壁の建設を国際法に反し、パレスチナ人の民族自決を損なうものとして不当な差別に該当し、違法である」という勧告的意見を出し、国際連合総会でも建設に対する非難決議がなされている。
2020年、イスラエルはヨルダン川西岸地区の一部を併合する計画を打ち出した。同年6月24日、国連安全保障理事会はオンラインで会合を開き、国連、欧州およびアラブ各国は計画が実現すれば中東和平が打撃を受けると警告を発した。一方、アメリカはイスラエルの計画への支持を表明した。
2024年2月、米国はヨルダン川西岸地区へのイスラエル人入植者過激派への経済制裁を開始した。
同年4月には、EUもヨルダン川西岸地区及び東パレスチナへのイスラエル人入植者過激派に対する経済制裁を開始した。同年7月、日本もヨルダン川西岸地区へのイスラエル人入植者過激派に対する経済制裁を開始した。

### パレスチナ

パレスチナの県（灰色の部分は統治外）

パレスチナ人による自治政府の管轄下はヨルダン川西岸地区の約4割ほどであり、そのうちパレスチナ政府が完全に支配下に置いているのは2割にも満たない（2000年）。その管轄区もイスラエルの実効支配地域および分離壁によって分断されており、多くが地区西部に点在する形となっている。
パレスチナ政府がヨルダン川西岸地区に設置している行政区画（県、Governorate）は以下の通り。ただし、イスラエル統治下を含んでいる。
- エルサレム県（Jerusalem）
- エリコ県（Jericho）
- カルキーリーヤ県（Qalqilya）
- サルフィート県（Salfit）
- ジェニーン県（Jenin）
- トゥールカリム県（Tulkarm）
- トゥーバース県（Tubas）
- ナーブルス県（Nablus）
- ベツレヘム県（Bethlehem）
- ヘブロン県（Hebron）
- ラマッラー・アル＝ビーレ県（Ramallah and al-Bireh）

## 住人
| パレスチナの県             | 合計人口    | パレスチナ人 | パレスチナ人 | ユダヤ人入植者 | ユダヤ人入植者 |
| パレスチナの県             | 合計人口    | 人口         | 割合(%)      | 人口           | 割合(%)        |
| -------------------------- | ----------- | ------------ | ------------ | -------------- | -------------- |
| ジェニーン県               | 339,213     | 335,660      | 99.0         | 3,553          | 1.0            |
| トゥーバース県             | 67,752      | 65,211       | 96.2         | 2,541          | 3.8            |
| トゥールカリム県           | 201,512     | 197,098      | 97.8         | 4,414          | 2.2            |
| ナーブルス県               | 432,856     | 411,680      | 95.1         | 21,176         | 4.9            |
| カルキーリーヤ県           | 160,748     | 120,357      | 74.9         | 40,391         | 25.1           |
| サルフィート県             | 129,067     | 81,162       | 62.9         | 47,905         | 37.1           |
| ラマッラー・アル＝ビーレ県 | 490,896     | 351,510      | 71.6         | 139,386        | 28.4           |
| エリコ県                   | 60,344      | 52,836       | 87.6         | 7,508          | 12.4           |
| エルサレム県               | 799,044     | 466,750      | 58.4         | 332,294        | 41.6           |
| ベツレヘム県               | 324,526     | 232,343      | 71.6         | 92,183         | 28.4           |
| ヘブロン県                 | 793,848     | 772,384      | 97.3         | 21,464         | 2.7            |
| 合計                       | 3,799,631人 | 3,086,816人  | 81.2%        | 712,815人      | 18.8%          |

## 東エルサレムの取り扱い
東エルサレムの現状は、論争の的となっている。
東エルサレムは、ヨルダン川西岸地区を形成する一部であるが、イスラエルは東エルサレム併合を宣言しているため、イスラエルはヨルダン川西岸地区の一部としては考えていない。しかしながら、併合は、現在国際的に認められていない。
なお、日本国政府はパレスチナ国を承認していないため、日本の地図では、イスラエルとヨルダン間の領土抗争地・未確定領域と扱われることがある（ただし、1994年に結ばれたイスラエル・ヨルダン平和条約でヨルダンは同地を放棄している為、正確には「イスラエルとヨルダン間の領土抗争地」ではない（「イスラエルの領有権未確定地域」「イスラエルとパレスチナ自治政府との係争地」である）。
いずれの場合も、その政治的・文化的・人道的な重要性から、ヨルダン川西岸地区とは別個に取り扱われることが多い。一例としてオスロ合意は、他のパレスチナ領域と別個の問題として東エルサレムを取り扱う。